# میناتو-کو، توکیو
میناتو (به ژاپنی: 港区 Minato-ku) یکی از ۲۳ منطقه ویژه توکیو پایتخت ژاپن است. جمعیت این منطقه در سال ۲۰۰۸ برابر با ۲۱۷٬۳۳۵ نفر و تراکم آن ۱۰٬۸۶۵ نفر در هر کیلومتر مربع بوده‌است. مساحت میناتو ۲۰٫۳۴ کیلومتر مربع است.
دفترهای مرکزی شرکت‌های بسیاری از جمله سونی، ان‌ای‌سی، فوجیتسو، سیکو، کونامی، توشیبا، هوندا و میتسوبیشی در میناتو مستقر هستند. دفتر مرکزی هر ۵ ایستگاه تلویزیونی بزرگ خصوصی منطقهٔ توکیو و شبکهٔ تلویزیونی انیماکس نیز در این منطقه جای دارند. این منطقه همچنین میزبان ۴۹ سفارت‌خانه است.
روپونگی یکی از بخش‌های میناتو به همراه شیبویا هر ساله میزبان جشنواره فیلم توکیو است.

## نگارخانه

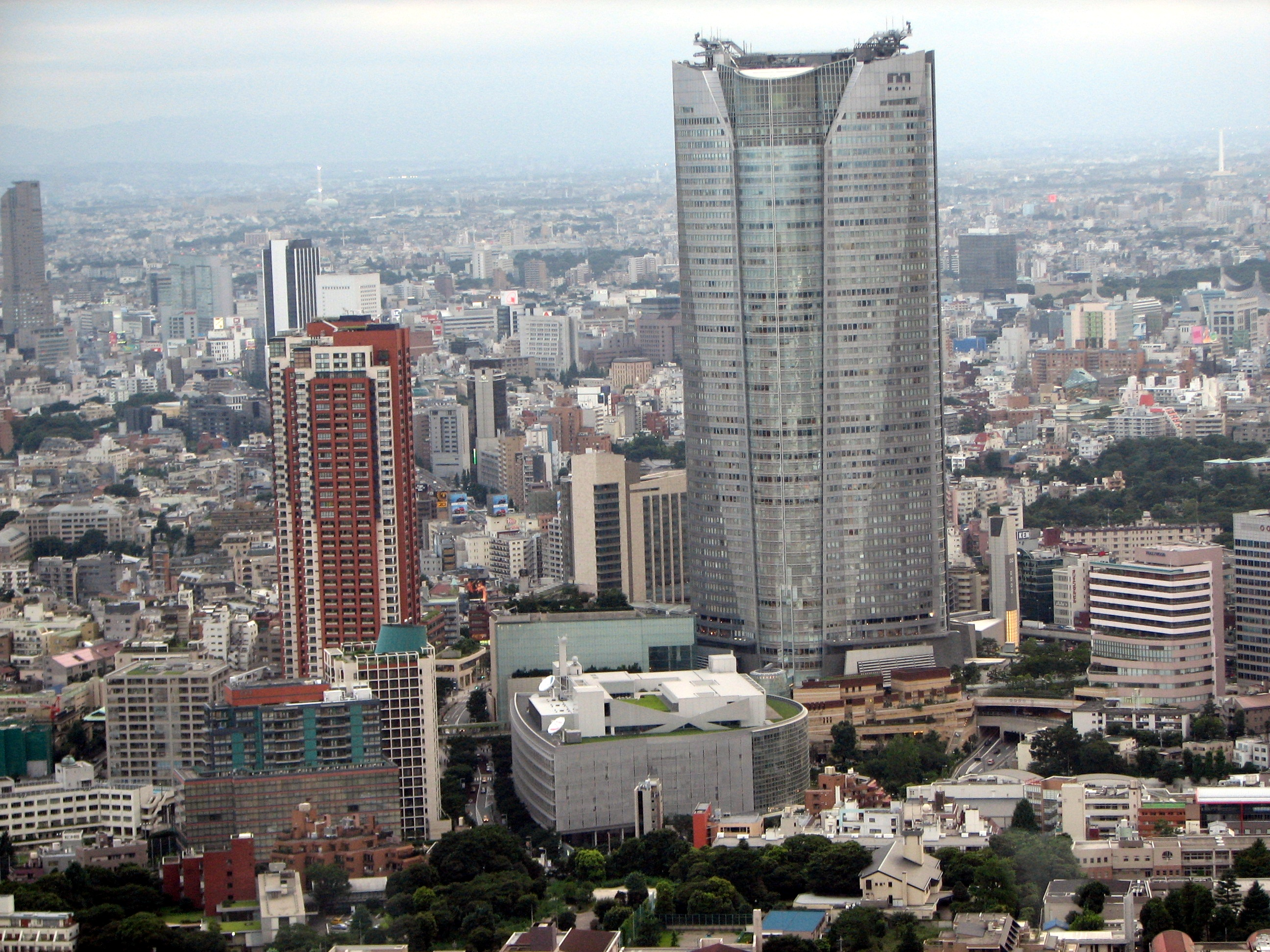
نمایی از روپونگی هیلز. موری تاور در راست و اقامتگاه‌های بی و سی در چپ